# Kabul (provins)
Kabul-provinsen er en af  Afghanistans 34 provinser. Den ligger i den  østlige del af landet. Administrationscenteret er byen Kabul, som  også er landets hovedstad, og ligger i omkring 1.800 meters højde, hvilket gør den til en af de højest beliggende hovedstæder i verden.
I det 13.århundrede blev den regnet som en af de smukkeste byer i verden.
34°31′N 69°12′Ø / 34.517°N 69.200°Ø